# Karsten Keiseraas
Karsten Oliver Keiseraas, född 9 april 1912 i Trondheim, död 23 november 2005, var en norsk-svensk målare, verksam i Sverige sedan 1947.
Han var son till sadelmakaren Sverre Keiseraas och Alfide Sofie Manum samt från 1937 gift med Else Synøve Kvarn.
Keiseraas studerade konst vid Carl von Hannos målarskola samt för Per Krohg och vid Konstakademin i Stockholm 1943-1945. Han var anställd som lärare vid Kunstskolen i Trøndelag 1946-1947 och har därefter varit verksam i Sverige. Han ställde bland annat ut separat i Trondheim 1948, Kristinehamn 1950 och på Galleri Brinken i Stockholm 1951. Han medverkade i samlingsutställningarna Höst i Köpenhamn, Färg och Form i Stockholm, Ung internationell konst i Uppsala, Unga svenska konstnärer i Oslo och i HSB:s utställning God konst i alla hem på Liljevalchs konsthall.
Bland hans offentliga arbeten märks en utsmyckning i Trondheimsdomen. 
Hans konst består av skildringar från arbetslivet vid havet och Lofotenfiskare.
Keiseraas är representerad vid Moderna museet och Trondheims konstgalleri.